# Ludwik III Młodszy
Ludwik III Młodszy (ur. 835, zm. 20 stycznia 882 we Frakfurcie) – król Akwitanii w latach 852–855, król Saskonii w latach 876–882, król Lotaryngii w latach 879–882 i król Bawarii w latach 880–882, drugi syn Ludwika Niemieckiego, króla Franków Wschodnich, i Emmy, córki hrabiego Welfa z Altdorfu.

## Wczesne lata życia
Jeszcze przed ukończeniem 20 lat Ludwik brał udział w różnych kampaniach wojennych, często stając na czele wojska. W 858 i 862 r. prowadził kampanie wojenne przeciwko Obodrytom. W 854 r., na zaproszenie możnych akwitańskich, ruszył do Akwitanii by objąć władzę nad tym królestwem. Dotarł aż do Limoges, ale w 855 r. zawrócił na wschód.
Po powrocie do domu zacieśnił kontakty ze wschodniofrankijskimi wielmożami i uzyskał znaczną niezależność od ojca. Samowolnie ogłosił nawet swoje zaręczyny z córką hrabiego Adalarda. W 865 r., razem z młodszym bratem, Karolem, przyłączył się do rebelii przeciwko ojcu. Bunt trwał krótko i jeszcze w tym samym roku starszy Ludwik pogodził się z synami i dokonał podziału państwa. Najstarszy z jego synów, Karoloman, otrzymał już wcześniej Bawarię. Ludwik Młodszy otrzymał od ojca Saksonię, Turyngię i Frankonię, natomiast Karol otrzymał Alemanię i Recję.
29 listopada 874 r. poślubił w Aschaffenburgu Luitgardę (ok. 845 – 17 listopada 885), córki Ludolfa, księcia Wschodnich Sasów, i Ody, córki frankijskiego możnego Billunga. Ludwik i Luitgarda mieli razem syna i córkę:
- Ludwik (877–879)
- Hildegarda (ok. 879 – po 899), zakonnica w Chiemsee w Bawarii

## Rządy samodzielne
Po śmierci ojca w 876 r. Ludwik został samodzielnym władcą w Saksonii i przyjął tytuł "króla Franków" (rex Francorum). Ludwik uważał się za prawowitego dziedzica ojca. Aby zademonstrować to swoim braciom doprowadził do tego, że zmarłego Ludwika II pochowano w opactwie w Lorsch, na terytoriach rządzonych przez Ludwika III. Ludwik zatrzymał przy sobie również głównego doradcę swojego ojca, Luitberta, arcybiskupa Moguncji. Mimo takich gestów stosunki między braćmi układały się poprawnie. Prowadzili oni niezależną od siebie politykę, ale nigdy nie doszło między nimi do zbrojnych konfliktów.
Rządy Ludwika w Saksonii rychło zostały zagrożone przez działania stryja saskiego władcy, króla Franków Zachodnich Karola II Łysego. Karol usiłował zająć wschodnie obszary Lotaryngii, która zaczynała być terytorium spornym między dwoma frankijskimi królestwami. Na dłuższą metę opanowanie całej Lotaryngii miało umożliwić Karolowi rozciągnięcie swojego zwierzchnictwa nad bratankiem. Już w pierwszych miesiącach panowania Ludwika doszło więc do wojny z Karolem. 8 października 876 r. pod Andernach Ludwik pokonał silniejsze liczebnie wojska Franków Zachodnich. Armia wschodniofrankijska okazała się bardziej zdyscyplinowana od swoich zachodnich pobratymców.
Po tym zwycięstwie trzej synowie Ludwika Niemieckiego spotkali się w listopadzie 876 w Nördlingen, aby przedyskutować podział królestwa. Ostatecznie dokonano go zgodnie z decyzją ojca z 872 r. Karloman otrzymał Bawarię, Karol Szwabię, a Ludwik Saksonię, Frankonię i Turyngię. Pod koniec 877 r. bracia spotkali się jeszcze raz, tym razem w celu przedyskutowania administracji tej części Lotaryngii, która podlegała królestwu wschodniofrankijskiemu. Karloman zrezygnował ze swych praw do tej prowincji, więc Ludwik i Karol podzielili ją między siebie. Dla umocnienia tych decyzji spotkali się jeszcze raz w Alzacji we wrześniu 878 r. Rok później, w 879 r., Karloman zapadł na zdrowiu i wyznaczył Ludwika regentem Bawarii, a razie swojej śmierci następcą tronu. Karloman zmarł w 880 r. i Ludwik objął władzę w Bawarii.
W 877 r. zmarł również Karol Łysy. Ludwik zawarł więc traktat o przyjaźni z jego następcą, Ludwikiem II Jąkałą. Traktat podpisano w listopadzie 878 r. we Voeren, niedaleko Liège. Stryjeczni bracia zobowiązali się w nim uznać sukcesję swoich synów we własnych królestwach i nie zgłaszanie pretensji do królestw drugiej strony. Postanowienia te zostały wystawione na próbę już w 879 r., kiedy zmarł Ludwik Jąkała. Część możnych zachodniofrankijskich, na czele z opatem Joscelinem, zaprosiła na tron Ludwika Młodszego. Po namowach swojej ambitnej żony Ludwik ruszył do zachodniego królestwa. Doszedł aż do Verdun. Wówczas synowie Jąkały – Ludwik III i Karloman, oddali Ludwikowi Młodszemu swoją część Lotaryngii, co skłoniło króla Saskonii do powrotu do swojego kraju. W lutym 880 r. zostało to potwierdzone traktatem w Ribemont. Traktat ustalał granicę między obydwoma królestwami, która pozostała nienaruszona aż do XIV wieku.

## Polityka wewnętrzna
W przeciwieństwie do swojego ojca Ludwik Młodszy dążył do łączenia interesów królewskich z interesami możnowładztwa i do unikania konfrontacji. Udało mu się zyskać poparcie wielu możnych rodzin, w tym krewnych swojej żony Ludolfinów, których przedstawiciele zasiądą w późniejszych wiekach na tronie wschodniofrankijskich Karolingów. Ludwik przebywał głównie w Nadrenii, unikał przebywania w Saksonii i na wschodnich granicach swego państwa. Dwukrotnie odwiedził Bawarię, ale rządy nad nią powierzył swojemu bratankowi, nieślubnemu synowi Karlomana, Arnulfowi z Karyntii.
Od lata 879 r. nasiliły się najazdy wikingów na frankijskie królestwa. Państwo Ludwika było najsilniej z nich atakowane, po królestwie zachodniofrankijskim. W lutym 880 r. Ludwik pokonał najeźdźców z Norwegii pod Thimeon niedaleko obecnego Charleroi. Ludwik wyparł również wikingów z zajętego przez nich królewskiego pałacu w Nijmegen. W tym samym miesiącu inna frankijska armia dowodzona przez królewskiego szwagra Brunona, księcia saskiego, doznała ciężkiej klęski pod Hamburgiem. W bitwie tej zginął Brunon i wielu saskich możnych. Najazdy wikingów trwały nadal.

## Śmierć
Ludwik zapadł na zdrowiu w 881 r. zmarł we Frankfrucie 20 stycznia 882 r. Został pochowany obok swojego ojca w opactwie w Lorsch. Z Luitgardą miał syna Ludwika, który zmarł w 879 r., i córkę Hildegardę, która została zakonnicą. Miał również nieślubnego syna Hugona, który zginął pod Thimeon. Ponieważ nie pozostawił żadnych dziedziców jego ziemie przypadły jego młodszemu bratu Karolowi, który w ten sposób zjednoczył królestwo Franków Wschodnich.